# Austell
Austell è una città degli Stati Uniti d'America, situata in Georgia, nella Contea di Cobb.